# NGC 1300
NGC 1300 je galaksija u zviježđu Eridan udaljena oko 61 milijun svjetlosnih godina. Galaksija je dugačka oko 110 000 svjetlosnih godina (približno iste veličine kao Mliječni Put). Član je klastera Eridan, skupa od 200 galaksija. Otkrio ga je John Herschel 1835. 
Jezgra ima spiralu dugu 3300 svjetlosnih godina. Modeli sugeriraju da se plin u prečki može usmjeriti prema unutra, a zatim spiralno uviti kroz središnji disk, gdje potencijalno može pokrenuti središnju supermasivnu crnu rupu (SMBH). Nije poznato da NGC 1300 ima aktivnu jezgru, što ukazuje da njegova središnja crna rupa nije tvar. SMBH ima masu od 7,3 × 107 M☉ . 

## Vanjske poveznice
- SEDS: NGC 1300